# Пођо Канчели (Л'Аквила)
Пођо Канчели (итал. Poggio Cancelli) је насеље у Италији у округу Л'Аквила, региону Абруцо.
Према процени из 2011. у насељу је живело 84 становника. Насеље се налази на надморској висини од 1297 м.